# Володимирова криниця
Володи́мирова крини́ця — гідрологічна пам'ятка природи місцевого значення в Україні. Розташована на території Козинської селищної громади Обухівського району Київської області, на південний захід від села Малі Дмитровичі.
Площа — 0,3 га, статус отриманий у 2016 році. Перебуває у віданні: Малодмитровицька сільська рада.
Підземні води в даному місці дають початок річки Тихань. Вода з джерела мінералізована і користується попитом у населення. В 2008 році джерело облаштовано, як криниця, та освячено.